# Luigi Bassi (cantante)
Luigi Bassi (Pesaro, 5 settembre 1766 – Dresda, 13 settembre 1825) è stato un baritono italiano.

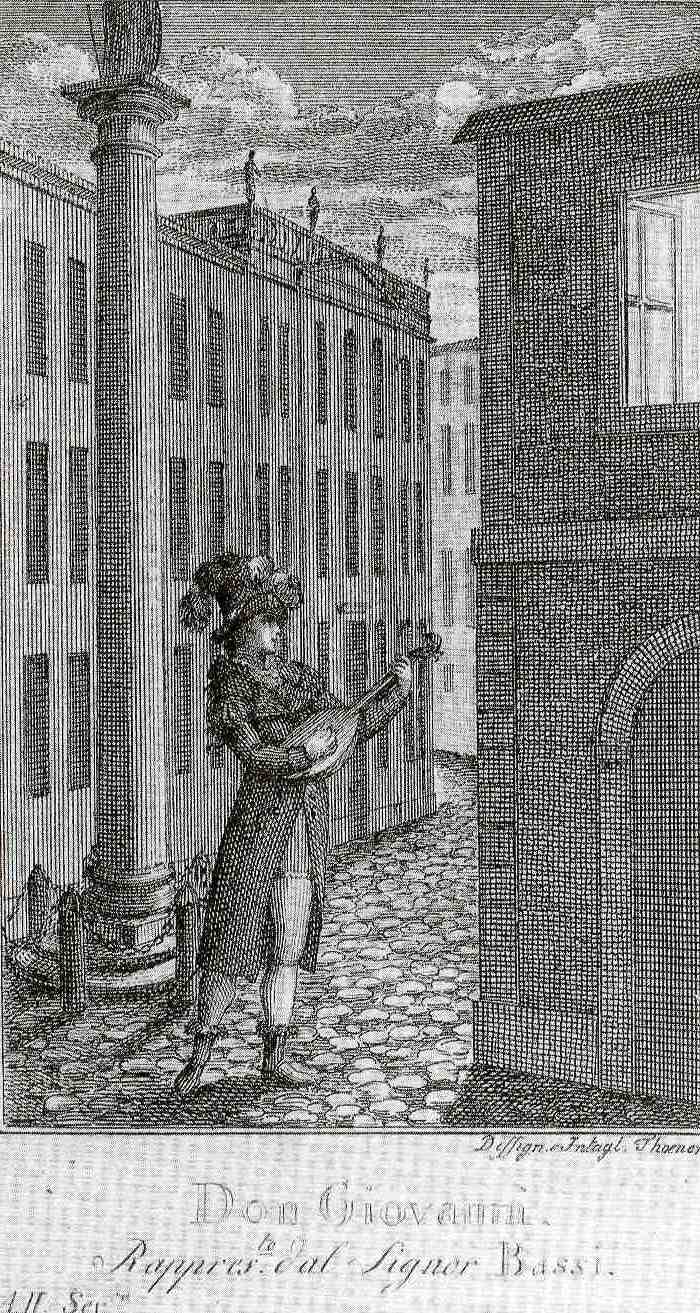
Luigi Bassi nel ruolo di Don Giovanni (1787)

Molto apprezzato per le doti canore e recitative, appena ventenne Bassi interpretò il ruolo del Conte Almaviva nella prima praghese de Le nozze di Figaro, avvenuta nel 1786. Il successo dell'opera di Mozart fu tale che l'impresario Domenico Guardasoni commissionò al compositore salisburghese una nuova opera per il Teatro Nazionale di Praga. Su libretto di Da Ponte, Mozart scrisse il Don Giovanni, che debuttò il 29 ottobre 1787 con Bassi nel ruolo dell'eponimo protagonista; il duetto Là ci darem la mano fu scritto appositamente per lui e si dice che Bassi lo fece riscrivere da Mozart cinque volte prima di essere soddisfatto.
Poco dopo si trasferì a Lipsia dove interpretò Papageno nel Flauto Magico nel 1793. La sua voce cominciò a declinare precocemente, ma le sue doti d'attore lo mantennero popolare e richiesto ancora per alcuni anni. Continuò ad esibirsi saltuariamente a Vienna e in Italia, dedicandosi soprattutto alla musica sacra, prima di trasferirsi a Dresda nel 1814, dove morì undici anni più tardi.
Stendhal lo cita nella sua Vie de Rossini.